# Far Cry (Film)
Far Cry ist ein deutsch-kanadischer Actionfilm von Uwe Boll nach dem gleichnamigen Videospiel, das 2004 erschien. Die Verfilmung mit Til Schweiger in der Rolle des Jack Carver kam am 2. Oktober 2008 in die deutschen Kinos und lief am 17. Dezember 2008 in den USA an.

## Handlung
Bevor er als Bootsführer an der Westküste der Vereinigten Staaten arbeitete, war Jack Carver Soldat in einer Eliteeinheit. Die Journalistin Valerie Cardinal bittet Carver, sie zu einer durch das Militär gesperrten Insel zu bringen, auf der ihr Onkel Max als Colonel arbeitet und an der Aufdeckung gefährlicher Geheim-Experimente zur Erschaffung unbesiegbarer, gentechnisch veränderter Super-Soldaten beteiligt ist. Da Max ein alter Freund des zunächst unwilligen Carvers ist, unterstützt dieser Valerie schließlich.
Auf der Insel angekommen, nimmt die Sicherheitskommandantin Tchernov, eine treue Untergebene Dr. Kriegers, Valerie fest und befiehlt die Zerstörung von Carvers Boot. Er entgeht nur knapp der Explosion. Es gelingt Carver, Valerie zu befreien; dabei erkennt er jedoch, was auf der Insel vorgeht. Bei dem Versuch Max zu finden und von der Insel zu fliehen, trennen sich Carver und Valerie und werden unabhängig voneinander gefangen genommen. Dr. Krieger will Carver durch den bereits in eine Kampfmaschine umgewandelten Max töten lassen, doch durch gutes Zureden kann Carver diesen davon abhalten. Durch den Versuch, Max mit Schusswaffen und weiteren Mutanten aufzuhalten, werden alle anderen Super-Soldaten aus ihren Hochsicherheits-Zellen befreit und versuchen fortan, jeden auf der Insel zu töten.
Im Showdown sterben zahlreiche Soldaten, die dem skeptischen Sergeant Ryder folgen, welcher von Tchernov ermordet wird. Auch die Söldner aus ihrem Kommando müssen ihr Leben lassen, zumeist als Opfer Jack Carvers oder der Super-Soldaten. Schließlich rettet Max Carver und Valerie noch einmal das Leben und tötet Tchernov, so dass Carver und Valerie von der Insel fliehen können. Dabei lassen sie den hilflosen Dr. Krieger mit seinen blutgierigen Kampfmaschinen allein zurück.

## Produktion
Boll finanzierte Far Cry durch den Verkauf von Beteiligungen an den Fondsgesellschaften Achte und Neunte Boll Kino Beteiligungs GmbH & Co. KG, die von Bolls BOLU Filmproduktions- und Verleih GmbH angeboten wurden. Far Cry war der letzte der durch einen der umstrittenen Medienfonds dieser Art finanzierten Filme Bolls. Beteiligungen konnten nur bis zum 10. November 2005 gezeichnet werden, da ab dem 11. November eine Gesetzesänderung rückwirkend in Kraft trat, die das Steuerschlupfloch schloss, auf dem Bolls Filmfinanzierung seit 1999 beruht hatte.
Die Dreharbeiten zu Far Cry fanden von Juni bis August 2007 in Vancouver, Kanada, statt. Boll bezeichnete Far Cry als „Die Hard auf einer Insel“. Bei einem Budget von 34 Millionen Euro beliefen sich die Einspielergebnisse in Deutschland lediglich auf rund 566.000 Euro.

## Kritiken
Die Filmzeitschrift Cinema schrieb, man könne „von Games-Verfilmungen in der Regel keine intellektuellen Höhenflüge erwarten“. Til Schweiger mache aber „als grimmiger Held eine gute Figur“, während „platte Gags und einige nur schwer erträgliche Nebenfiguren“ den Krawall-Spaß trübten. Als Fazit heißt es, der Film sei „kein Meilenstein des Genres, aber grundehrliche, kurzweilige Actionunterhaltung für zwischendurch“.
Die Hamburger Morgenpost urteilte am 2. Oktober 2008, wie andere Boll-Werke „‚glänzt‘ auch dieses mit einer abstrusen Story, dämlichen Dialogen und mangelndem Timing bei der Inszenierung.“ Gelegentlich sei spürbar, dass „der Regisseur nicht alles bierernst nimmt“. Bei einigen der „zumeist platten Gags“ sei unklar, ob Boll diese beabsichtigt hätte. Noch negativer urteilt Katharina Stumm auf critic.de:

„Die Erzählstrukturen eines Videospiels können oft banal sein, Uwe Boll und seine Drehbuchautoren belassen es dabei. […] Rücksichtslos klischeebeladen ist in Far Cry auch so manches: Dr. Kriegers rechte Hand […] ist eine Militäramazone russischer Herkunft, Krieger selbst natürlich Deutscher. Er hört Wagner und malt, sein Gesamtkunstwerk sind die animalischen Zombiekampfmaschinen, die sein Auftraggeber für den Kriegseinsatz ob ihrer Hirnarmut ablehnt. Hinzu kommen eine holzschnittartige Charakterzeichnung, fatale Schauspielerdarbietungen, flache Dialoge […].“

Auf dreadcentral.com wünscht man sich, Boll hätte wenigstens versucht, einen einfachen Actionfilm zu machen, der dann lediglich flach und uninspiriert gewesen wäre. Das wirklich ärgerliche an Far Cry seien jedoch die peinlich idiotischen Versuche, lustig zu sein. Insgesamt erreichte Far Cry laut Pressespiegel auf Filmstarts mit einer durchschnittlichen Bewertung von 2/10 schlechte Kritiken.